# Buster Keaton
 Der er for få eller ingen kildehenvisninger i denne artikel, hvilket er et problem. Du kan hjælpe ved at angive troværdige kilder til de påstande, som fremføres i artiklen.

Buster Keaton (4. oktober 1895 – 1. februar 1966) var en populær amerikansk stumfilm-skuespiller, -komiker og -instruktør. Han var født i Piqua, Kansas som barn af vaudevillestjernerne Joe og Myra Keaton og hed egentlig Joseph Frank Keaton, men han fik navnet Buster på grund af sin allerede tidlige medvirken i sine forældres nummer, hvor han blev kastet rundt. Han havde sit pokerfjæs allerede tidligt.
Da han var sytten måtte hans far opgive vaudevillen på grund af alkoholmisbrug, og den unge Buster måtte finde en anden levevej. Efter at have gjort tjeneste i 1. verdenskrig fandt han i 1917 frem til Keystone Studios og lavede her den 23. april sin første korte film The Butcher Boy instrueret af Roscoe Arbuckle. Han lavede 15 kortfilm for ham, men i 1920 lavede han sin første spillefilm og i 1921 startede han sit eget selskab – Buster Keaton Productions- og fra da af skrev, instruerede og spillede han selv sine egne film. Det skabte klassikere som Generalen og Ship ohøj! Han fik øgenavnet Stoneface på grund af sit urokkelige pokeransigt, som på trods af sin urokkelighed alligevel er meget udtryksfuldt og talende. Hans film er præget af slapstickkomik iblandet let tragiske elementer af den unge mand, der ofte må gå meget igennem for at få pigen, som han elsker. Keatons egen lidenskab for mekanik fornægter sig ikke i filmene, hvor lokomotiver, skibe, store ure o. l. ofte spiller en stor rolle.
Han var en af de kunstnere fra stumfilmens tid, der ikke klarede tonefilmens ankomst. Hans stemme var grov, og han formåede ikke at sige replikker. Efterhånden måtte han opgive alle forsøg på grund af et stigende alkoholforbrug. Han syntes at gå i glemmebogen, men i 1947 fik hans gamle film en renæssance i forbindelse med en live-optræden. James Mason boede i hans gamle villa og fandt i 1952 en masse kopier af de gamle Keaton-film, som man ellers mente var forsvundne, og det foranledigede filmhistorikeren Raymond Rohauer til at arbejde seriøst med Keatons værk. Han optrådte kort med Charlie Chaplin i Rampelys i 1957 samme år som der udkom en filmbiografi om ham The Buster Keaton Story. I 1959 modtog han en Æres-Oscar for sit bidrag til filmindustrien.
Han døde i Los Angeles, Californien, af lungekræft.

## Filmografi
Som instruktør
- Three Ages (1923)
- Our Hospitality (1923)
- Sherlock Jr. (1924)
- The Navigator (1924)
- Seven Chances (1925)
- Go West (1925)
- Battling Butler (1926)
- The General (1926)
- College (1927)
- Steamboat Bill, Jr. (1928)
- The Cameraman (1928)
- Spite Marriage (1929)

## Eksterne links
- Buster Keaton på gravsted.dk

- Wikimedia Commons har flere filer relateret til Buster Keaton
- Buster Keaton på Internet Movie Database (engelsk)
- Buster Keaton på Filmdatabasen
- Buster Keaton på Scope
- Buster Keaton på Svensk Filmdatabas (svensk)
- Buster Keaton på AlloCiné (fransk)
- Buster Keaton på AllMovie (engelsk)
- Buster Keaton på Turner Classic Movies (engelsk)
- Buster Keaton på Rotten Tomatoes (engelsk)
- Buster Keaton på The Movie Database (engelsk)
- Buster Keaton på Encyclopædia Britannica Online (engelsk)
- Buster Keaton in Five Easy Clips